# Songs Our Daddy Taught Us
Songs Our Daddy Taught Us, är ett album utgivet 1958 av The Everly Brothers. Songs Our Daddy Taught Us var duons andra LP och det gavs ut på skivbolaget Cadence Records.
Albumet innehåller gamla amerikanska folk- och countryvisor.
Art Garfunkel spelade in nya versioner av två av låtarna ("Down in The Willow Garden" och "Barbara Allen") på sitt första solalbum Angel Clare (1973). Garfunkel sjöng även in "Who's Gonna Shoe Your Pretty Little Feet?" på albumet Songs From A Parent To A Child från 1997. Dessutom framförde Simon and Garfunkel låten "That Silver Haired Daddy of Mine" live under sin turné 1970. År 2013 tolkar Norah Jones och sångaren i Green Day, Billie Joe Armstrong, in hela albumet i sin fulla längd, låt för låt. Albumet får namnet Foreverly.

## Låtlista

### Sid A
1. "Roving Gambler" (traditionell) (3:41)
2. "Down in the Willow Garden" (Charlie Monroe/traditionell) (3:04)
3. "Long Time Gone" (Frank Hartford, Tex Ritter/traditionell) (2:26)
4. "Lightning Express" (Bradley Kincaid) (4:53)
5. "That Silver Haired Daddy of Mine" (Gene Autry/Jimmy Long) (3:09)
6. "Who's Gonna Shoe Your Pretty Little Feet?" (traditional) (2:41)

### Sid B
1. "Barbara Allen" (traditional, Susan Urban) (4:41)
2. "Oh So Many Years" (Frankie Bailes) (2:37)
3. "I'm Here to Get My Baby Out of Jail" (Karl Davis/Harty Taylor) (3:38)
4. "Rockin' Alone (In an Old Rockin' Chair)" (Bob Miller) (3:01)
5. "Kentucky" (Karl Davis) (3:10)
6. "Put My Little Shoes Away" (Don Everly/Phil Everly/traditionell) (3:21)